# Ribarroja de Ebro

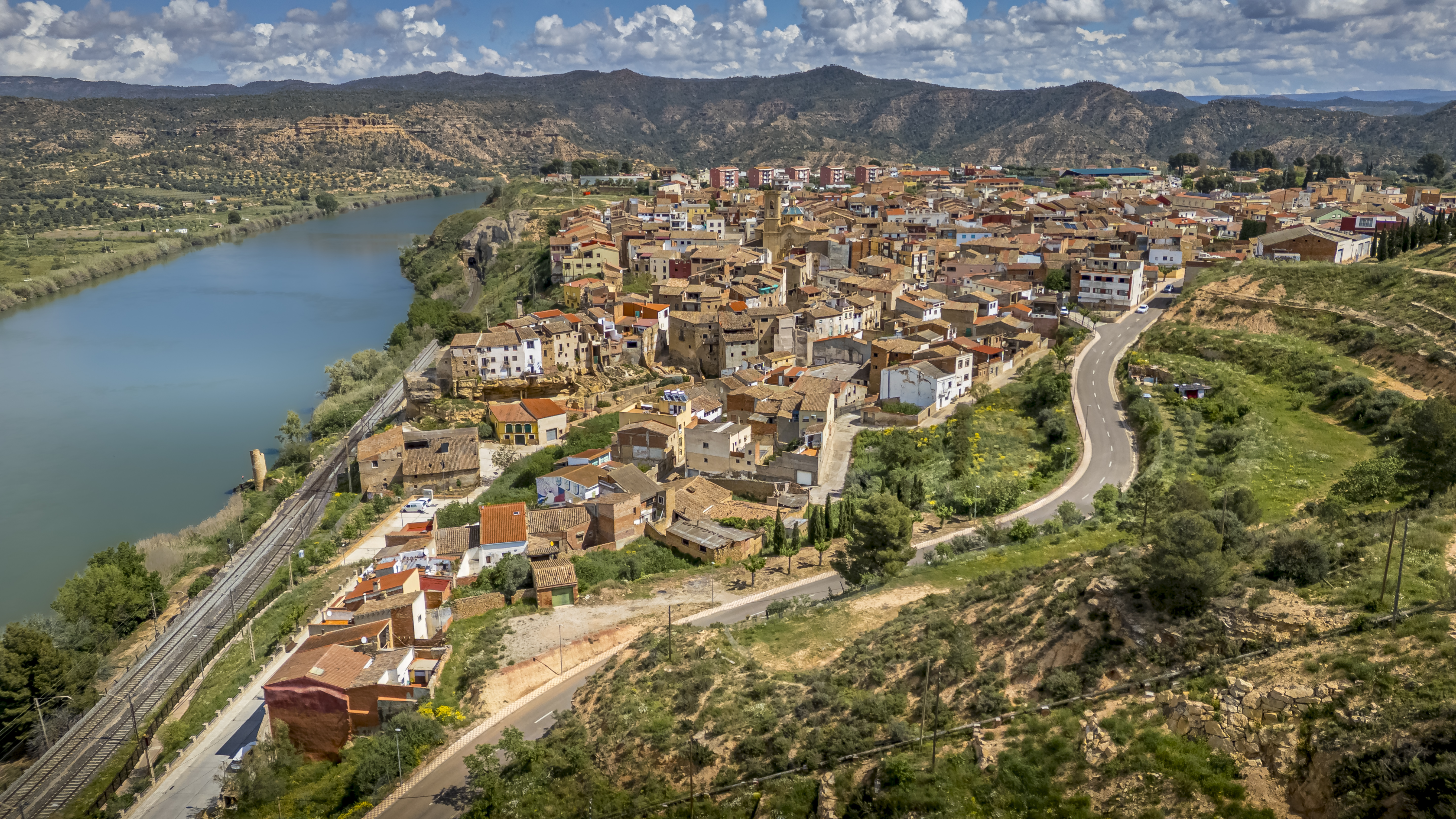

Ribarroja del Ebro o de Ebro (en catalán y oficialmente Riba-roja d'Ebre) es un municipio y localidad española de la provincia de Tarragona, en la comunidad autónoma de Cataluña. El término municipal, ubicado en la comarca de Ribera de Ebro, tiene una población de 1128 habitantes (INE 2024).

## Toponimia
Hasta la reforma de la nomenclatura municipal de 1916 el municipio se llamaba simplemente Ribarroija. En dicha fecha su nombre fue modificado por el de Ribarroija de Ebro.
El nombre del lugar puede encontrarse mencionado con las variantes Ribarroja de Ebro, Rivarroja, Ribarroija, Ribarroja y Riba-roja d'Ebre, el nombre oficial.

## Geografía
Ribarroja de Ebro está situado en la parte occidental de la comarca de Ribera de Ebro, en el límite con la comunidad autónoma de Aragón. El municipio tiene una estación con el mismo nombre servida por trenes de Media Distancia o regionales que lo conectan con Tarragona, Barcelona y Zaragoza. Está en la línea Zaragoza-Caspe-Barcelona.
En su término se halla el inicio del embalse de Ribarroja, que se extiende también por tierras aragonesas. Entre el patrimonio histórico destaca la iglesia románica de Santa Magdalena que fue desmontada pieza a pieza y trasladada a otro emplazamiento para evitar que quedase bajo las aguas del pantano.

## Demografía
Cuenta con una población de 1128 habitantes (INE 2024).

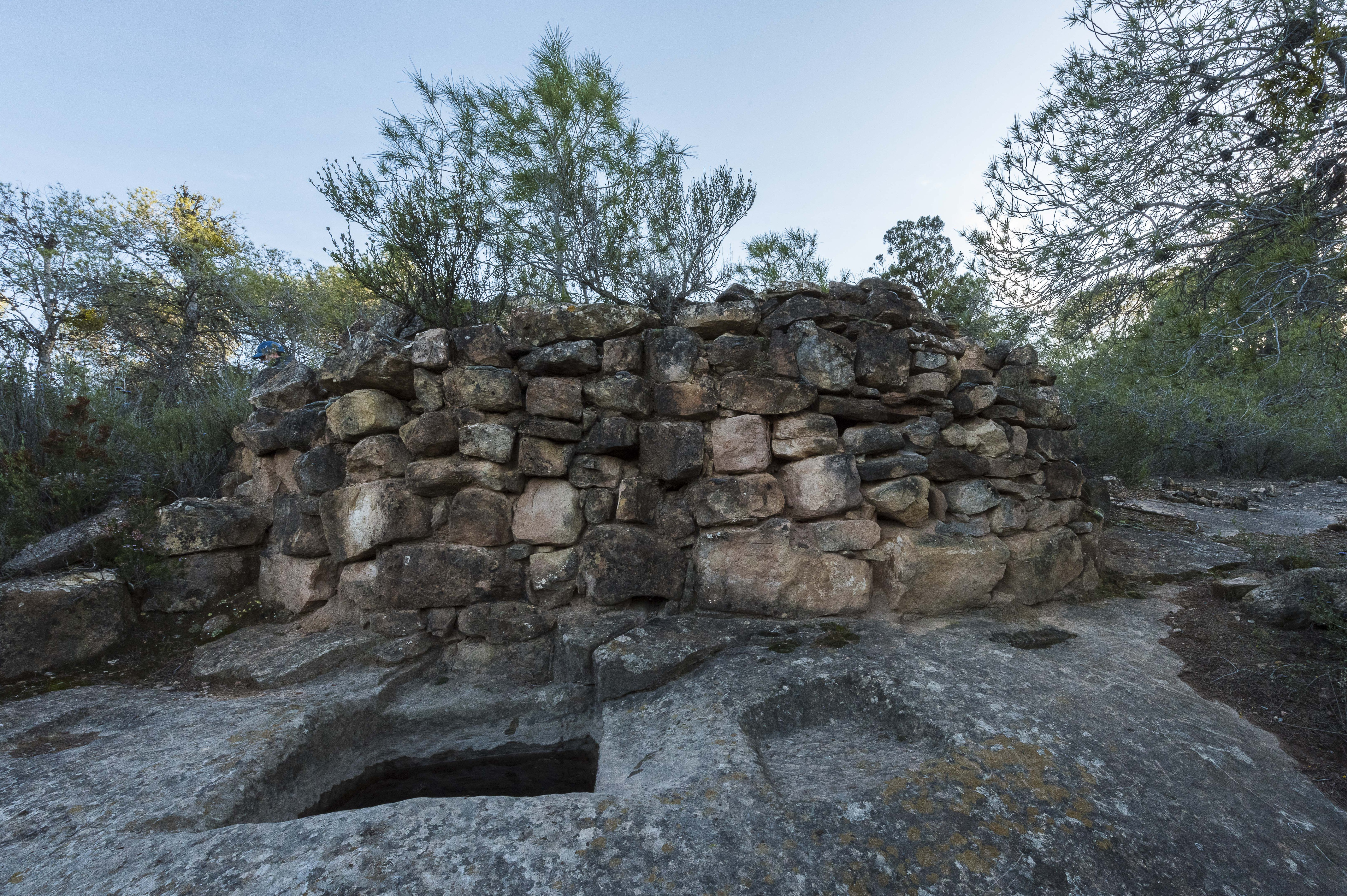
Horno aceite de enebro

| Gráfica de evolución demográfica de Ribarroja de Ebro entre 1842 y 2021 |
| |
| Población de derecho según los censos de población del INE Población de hecho según los censos de población del INEEn este censo se denominaba Rivarroja: 1842 En estos censos se denominaba Ribarroja: 1857, 1897, 1900 y 1910 En estos censos se denominaba Ribarroija: 1860, 1877 y 1887 En estos censos se denominaba Ribarroja de Ebro: 1920, 1930, 1940, 1950, 1960, 1970 y 1981 |

| 1900 | 1930 | 1950 | 1970 | 1981 | 1986 |
| ---- | ---- | ---- | ---- | ---- | ---- |
| 2093 | 1853 | 1626 | 2288 | 2104 | 1789 |